# Shinji Ikari
Shinji Ikari (碇 シンジ, Ikari Shinji) és el protagonista de la sèrie televisiva anime Neon Genesis Evangelion, produït per l'estudi Gainax i dirigida per Hideaki Anno, i el manga del mateix nom escrit i dibuixat per Yoshiyuki Sadamoto. El personatge també apareix en obres de la sèrie d'animació, en sèries derivades del manga, videojocs, novel·les visuals, a l'ONA Petit Eva: Evangelion@School i a la tetralogia cinematogràfica Rebuild of Evangelion. En la versió original és interpretat per l'actriu de veu Megumi Ogata. Al doblatge en català, el seu paper és interpretat per Albert Trifol.
En la sèrie original Shinji és un noi de catorze anys orfe de mare que és enrolat per l'agència especial Nerv per pilotar un meca conegut com Eva-01 i combatre, al costat d'altres pilots, contra uns éssers anomenats àngels. A causa de traumes emotius viscuts durant la infantesa ha desenvolupat un caràcter tímid i introvertit, esdevenint insegur i incapaç de comunicar-se amb el pròxim.
Shinji ha gaudit de popularitat entre el públic i els apassionats d'animació, figurant així a dalt en sondejos de popularitat i obtenint reconeixements. Alguns crítics n'han desaprovat l'excessiva inseguretat i la tendència a afligir-se; altres en canvi n'han apreciat el realisme i la introspecció psicològica.

## Creació i desenvolupament
En les primeres etapes de disseny d'Evangelion, el director Hideaki Anno va proposar incloure una noia semblant a Asuka Sōryū Langley com a personatge principal. La idea va despertar la perplexitat de Yoshiyuki Sadamoto, dissenyador de personatges de la sèrie, que es va mostrar reticent a tornar a proposar un personatge femení en el paper principal després dels treballs anteriors de Gainax Aim for the Top! - GunBuster i Fushigi no Umi no Nadia; ell mateix va declarar: "Un robot hauria de ser pilotat per una persona entrenada, sigui una dona o no, no fa cap diferència, però no entenc per què una noia hauria de pilotar un robot". Sadamoto va demanar al director que posés un noi en el paper del personatge principal, degradant Asuka a coprotagonista. Anno, acceptant la seva proposta, va optar per un protagonista masculí, seguint les obres de Ryū Murakami; el projecte incloïa dos dels seus amics masculins, Tōji Suzuhara i Kensuke Aida, que portaven el nom de dos personatges de Ai to gensō no fascism de Murakami. Per al nom del personatge Anno es va inspirar en el de dos dels seus coneguts, i en particular el del seu col·lega Shinji Higuchi, director i animador que va contribuir a la realització d'alguns episodis d'Eva. Com a cognom va triar la paraula japonesa ikari (碇, lit. àncora), enllaçant així amb els noms d'altres personatges de la sèrie, inspirats en termes de l'argot nàutic o dels vaixells de la Marina Imperial Japonesa.

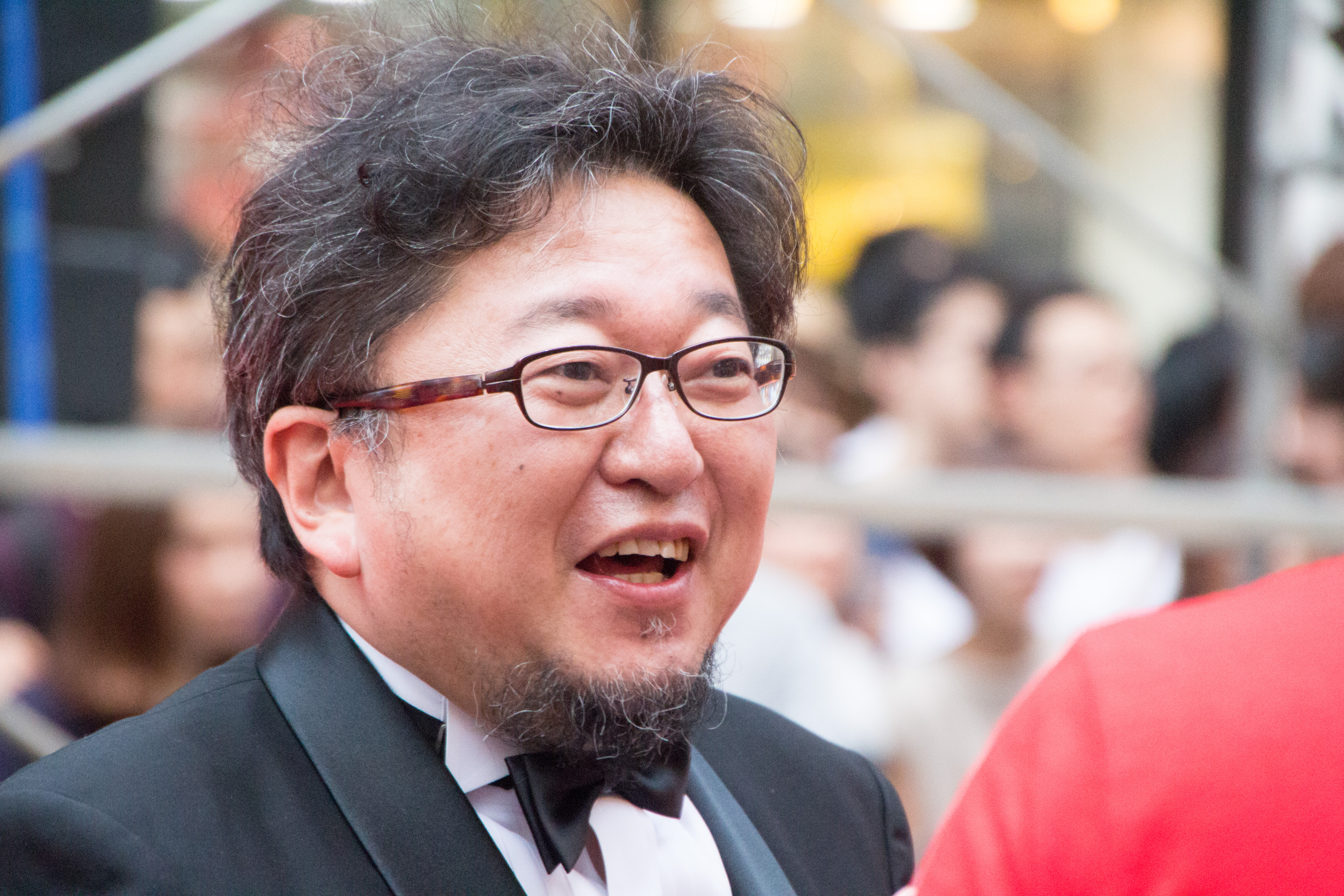
Shinji Higuchi, animador i amic de Hideaki Any

Sadamoto va dissenyar el personatge amb un uniforme normal de l'escola d'estiu i una camisa blanca per fer-lo semblar un noi normal. Va intentar crear un protagonista realista i corrent alhora, «un personatge que seria difícil de crear per altres». El projecte original el veia més madur, robust i menys introvertit que la versió final; Shinji en particular hauria d'haver estat retratat com un noi estudiós. La seva conducta escolar, però, no s'hauria vist en positiu, sinó com un signe de passivitat. Com a model, els autors van agafar Nadia Arwol, protagonista de la sèrie d'animació Nadia, també produïda per l'estudi Gainax i dirigida per Hideaki Anno. La relació entre ell i Asuka es va concebre, de fet, a partir de la que hi havia entre Nadia i Jean, coprotagonista masculí de la sèrie. A causa de la particular caracterització de Shinji, mancat de l'entusiasme i el coratge propis dels protagonistes de les altres sèries animades meca, Sadamoto es va veure obligat a donar una «interpretació diferent del concepte d'heroi»: «Més que el reflex d'un heroi, una espècie de refracció [del concepte] d'heroi.» En un primer moment va intentar crear un personatge que s'aprofités «de la consciència dels actuals entusiastes de l'animació», concebent-lo com un noi femení i «refractiu», «una imatge neta que tendeix a projectar una dona». En una de les propostes inicials, l'artista el dibuixava amb els cabells llargs, que haurien d'haver-li tapat la cara o que revolotejaven al vent en escenes dramàtiques, una idea que després va ser jutjada poc satisfactòria i deixada de banda durant la producció de la sèrie. Així que finalment el va retratar donant-li l'aspecte de «una noia masculina», fent possible veure el seu front a través del serrell i dibuixant els ulls d'una femella. L'escriptor Andre C. McKevitt també va descriure el disseny de Shinji, amb els seus cabells castanys i els seus ulls blaus, com un exemple del mukokuseki (無国籍), un dispositiu visual amb el qual s'eviten donar característiques ètniques ben definitives en el disseny de personatges de ficció japonesos.
Segons Hiroki Sato, cap de l'oficina de relacions públiques de Gainax, el personal va decidir que la sèrie se centraria en «com en Shinji tracta les coses que passen dins ell». El personatge va ser pensat com un reflex de la personalitat d'Hideaki Anno, tant de l'inconscient com de la seva part conscient. Segons Kazuya Tsurumaki, assistent de direcció d'Evangelion, mentre que «Shinji va ser convocat pel seu pare per pilotar un robot, Anno va ser convocat per Gainax per dirigir una nova sèrie animada». El mateix director va declarar: «Shinji representa el meu propi present. Faig com si encara tingués catorze anys; encara sóc infantil. En termes psicològics estic [encara] en l'etapa oral. Sóc un tipus d'oral-addicte melangiós". Com altres protagonistes masculins creats per l'estudi Gainax, va ser creat amb una personalitat feble i insegura, per tal de reflectir la situació dels aficionats a l'animació i el particular context social japonès, en què els pares de família estan constantment treballant i absents entre les parets domèstiques. Va ser el mateix Anno que va decidir l'edat del protagonista, reflexionant sobre l'addicció familiar dels nois japonesos.
En el tercer episodi es va esmentar el concepte psicoanalític del dilema de l'eriçó en relació al personatge, afegit en la fase de producció per Akio Satsukawa. En el primer episodi, però, el personal va inserir una escena en la qual Shinji es diu a ell mateix «No he de fugir!». Per a la frase es va inspirar en l'experiència personal del director, i més concretament en els quatre anys d'estancament artístic viscuts abans de la producció d' Evangelion. En aquell moment, se suposava que Anno s'encarregaria de Blue Uru, una seqüela de la pel·lícula Royal Space Force: The Wings of Honnêamise, que després es va ajornar indefinidament. El protagonista de Blue Uru, fugint d'un passat dolorós, s'enfrontaria a la tasca de salvar l'heroïna i afrontar les seves responsabilitats personals. Segons Yasuhiro Takeda, un dels membres de Gainax, després d'Aoki Uru Anno va aconseguir adquirir «la determinació correcta per no fugir dels problemes, i el que vam veure a Evangelion podria ser un simple reflex d'aquells sentiments». Per a Michael House, membre i traductor de Gainax, al principi el director volia acabar la sèrie amb un Shinji somrient, però en el procés es va adonar que «els personatges que havia creat no eren capaços de canviar positivament» i va arribar al resultat que va havia imaginat inicialment. A més, en un monòleg interior de Shinji a l'últim episodi, Anno va afegir la frase «Si alguna cosa és realment dolorosa, també pots fugir», reflectint la seva idea que en algunes ocasions està bé fugir. Malgrat el lema del protagonista, de fet, en una entrevista, el director va declarar que el tema de la sèrie no és el de no haver de fugir, sinó a l'inrevés que de vegades «és correcte fugir»; Anno, creient que «no es pot viure sense fer mal als altres», ha intentat deixar clar que no es critica als qui fugen, perquè segons ell «la idea que sempre està malament fugir no és legítima». Ell mateix va declarar: «En fugir hi ha coses a guanyar i coses a perdre. [. . . ] Però si no tries res no obtindràs res, i és com si estiguessis mort».

### Doblatge

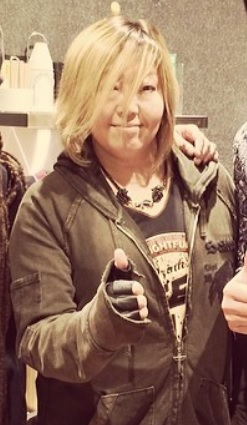
Megumi Ogata, veu original del personatge.

El personatge de Shinji va ser interpretat per l'actriu de veu Megumi Ogata a la sèrie d'animació original, a les pel·lícules Neon Genesis Evangelion: Mort i Renaixement i Neon Genesis Evangelion: la fi, a la tetralogia cinematogràfica Rebuild of Evangelion i en videojocs de la sèrie, com Meitatii Evangelion i Shin seiki Evangelion - Kōtetsu no girlfriend 2nd. Amb el paper de Shinji, enumerat per la mateixa Ogata entre els «més memorables» de la seva carrera, la seiyū va aconseguir notorietat entre els aficionats a l'animació. La interpretació li va suposar un esforç i ho va demostrar tant físicament com psicològicament. En el divuitè episodi de la sèrie, per exemple, en Shinji crida i jadeja durant uns quants segons mentre l'Eva-03 està a mig fer per la seva Eva-01, motiu pel qual al final de la sessió de l'episodi Ogata va sentir «dolor en cada part del cos». Ella mateixa va declarar: «Cada cop que arribava un nou guió, cada cop que fullejava una pàgina nova, em desgarrava un nou dolor» Doblant la pel·lícula The End of Evangelion, a més, va haver d'intentar aconseguir «un ritme de sincronia amb el director» fins i tot superior al de la sèrie de televisió.
Van sorgir més dificultats amb el doblatge d'Evangelion: 2.0 You Can (Not) Advance, la segona pel·lícula del Rebuild. L'últim dia de gravació, l'Ogata es va veure obligada a cridar fort tot el temps, i al final de la sessió es va desplomar al pis de l'estudi esgotada. Mentre ella estava asseguda a terra, Hideaki Anno es va asseure a terra al seu costat; Anno la va elogiar pel seu treball i li va donar la mà, agraint-li tant per «mantenir els sentiments del personatge sense canvis» com per haver afegit «tretze anys de la teva experiència a aquest nou Shinji». A la següent pel·lícula, Evangelion: 3.0 You Can (Not) Redo, en la qual Shinji és tractat amb fredor per la resta del repartiment, Ogata va declarar que se sentia com ell i va experimentar dolor emocional. L'actriu de veu va veure per primera vegada l'escena en què Kaworu revela a Shinji les condicions del planeta Terra a casa seva, quan encara no estava animada. El rodatge va tenir lloc el març de 2012 i va associar el paisatge destruït de la pel·lícula amb imatges del terratrèmol i el tsunami de Tōhoku de 2011 i va imaginar que la catàstrofe era culpa seva. Durant el prescore, els dibuixos de l'escena de la mort de Kaworu encara no estaven definits, i durant els retocs de gravació el personal va animar els keyframes. Ogata es va sorprendre quan va representar l'escena i va declarar que la seva actuació podria reflectir el seu estat emocional, resultant «una mica traumàtic».
Al capítol final de la saga, Evangelion: 3.0 + 1.0 Thrice Upon a Time, la seva versió adulta és interpretada per Ryūnosuke Kamiki. Per a l'episodi final, Ogata va tornar al paper de la seva versió jove, implicant-se més profundament en el desenvolupament de la trama de la pel·lícula. De fet, Anno va sentir que ja no era capaç de posar-se a la pell d'en Shinji com ho havia fet abans, en lloc de sentir-se més a prop del seu pare Gendō; per això necessitava Ogata per poder avançar en el desenvolupament del personatge, preguntant a l'actriu de veu quina conclusió preferia pel camí de la protagonista. El director també va pensar que les úniques persones que podien entendre els sentiments del jove eren la mateixa Ogata i un altre membre del personal, Ikki Todoroki.
En català va ser doblat per Albert Trifol qui també va doblar el personatge a les pel·lícules.

## Biografia
Shinji Ikari va néixer el 6 de juny de 2001 com a fill únic de Gendō Rokubungi i Yui Ikari, estudiant de la Universitat de Kyoto i investigadora. L'any 2004 va ser portat per la seva mare al centre de recerca Gehirn, el dia d'un experiment per a la prova de l' Evangelion 01. A causa d'un accident, la dona desapareix davant els ulls del seu fill; arran de l'esdeveniment Gendō deixa el petit sota la custòdia d'un conegut i els dos viuen separats durant més de deu anys. Un cop compleix catorze anys, Shinji és reclamat pel seu pare a la ciutat de Neo Tokyo-3 a la base de l'agència especial Nerv, de la qual el pare és el comandant a càrrec. El 22 de juny de 2015 arriba a la seu de l'organització. El mateix dia, un ésser monstruós anomenat àngel ataca la ciutat, posant en problemes les forces armades de les Nacions Unides. Per fer front a l'amenaça, Shinji rep l'ordre de pilotar un mecha anomenat Evangelion, però a causa del seu fort ressentiment cap als seus pares, es nega a pujar a la unitat. Gendō fa cridar en el seu lloc Rei Ayanami, ferida en un accident; en veure la noia amb dolor, Shinji accepta la seva tasca. Així doncs, el jove rep el títol de Tercer Nen i se li confia la Unitat 01, que conté l'ànima de la seva mare. Després de la batalla es trasllada a Neo Tokyo-3, però per discrepàncies entre ell i el seu pare es trasllada a viure a l'apartament del seu superior, la capitana Misato Katsuragi, que es converteix en la seva tutora legal.
Amb la inscripció definitiva al Nerv es comencen a notar canvis en ell. Fa amistat amb els seus companys d'escola, com Tōji Suzuhara i Kensuke Aida, i estableix relacions amb les seves dues companyes Rei Ayanami i Asuka Langley Sōryū. Després de nous enfrontaments i la continuació dels esdeveniments, el jove coneix els Cinquè Nen, Kaworu Nagisa. Tot i el poc temps que passen junts, els dos joves estableixen una relació de respecte i afecte mutus. Kaworu revela la seva identitat com el dissetè i últim àngel, Tabris, intenció de retrobar-se amb el primer àngel Adam, aparentment consagrat a la seu de Nerv. Shinji és sacsejat per la revelació i rep l'ordre d'aniquilar els caps de Kaworu per perseguir-lo amb el seu propi Evangelion 01. Després de descobrir que el segon àngel, Lilith, està en realitat guardat a la seu de Nerv, en Kaworu es deixa capturar per Eva-01, demanant al seu amic que el mati, cosa que en Shinji fa amb vacil·lació. Ell, turmentat pel pensament d'haver matat a Nagisa, comença a preguntar-se pel sentit de la vida i els motius que el van portar a embarcar-se a l'Eva i lluitar. Durant un procés anomenat Projecte de Complementació Humana, en el qual totes les ànimes dels éssers humans es fusionen en una única consciència col·lectiva, el nen pren consciència del seu propi potencial i de la importància dels seus pensaments. En fer-ho va esclatar la bombolla que representava el seu món. Els personatges reapareixen en la seva individualitat i l'aplaudeixen, felicitant-lo; Shinji, somrient, els dona les gràcies a tots.
A la pel·lícula The End of Evangelion, un cop a bord de la unitat 01, en Shinji veu l'Eva-02 d'Asuka trencat per nou models de producció en massa, construïts a instàncies d'una organització anomenada Seele. Trasbalsat, el jove crida de pànic i ràbia. Els seus crits atreuen una arma coneguda com llança Longinus de la Lluna. Després de l'esdeveniment, els nou Evangelions enemics envolten i capturen el 01 amb el Tercer Nen dins, començant el Projecte de Complementació Humana. A diferència dels plans originals de Seele, el nen es troba en la posició de poder decidir el curs del judici. Shinji, després d'haver superat l'ansietat social i la por de ser ferit pel contacte humà, opta per viure en un món on també existeixen altres, fent que els plans de l'organització fracassin. Després de la seva decisió, l'Eva-01 es dirigeix cap a l'espai. El jove finalment es desperta a un nou món amb Asuka al seu costat.

## Personalitat
| «                                            | (japonès) シンジは普通の男の子。どこにでもいる、普通の男の子。それが普通でないシチュエーションの中に投じられる時……どういう風に動くんだろう。心が、体が、どういう風に震えるんだろう。いつもの役作りの時のように探ろうとしかけて、やめました。そして決めました。物語の中を、泳ごうと。 | (català) Shinji és un noi normal, el tipus de noi que pots trobar a qualsevol lloc. Com ha pogut reaccionar en ser catapultat de sobte a una situació anòmala? Com li tremolarien el cor i l'ànima de por? Vaig intentar imaginar-me aquestes coses com ho faig per a tots els meus papers, però després vaig parar. I vaig decidir que simplement em submergiria en la història. | » |
| — Megumi Ogata, dobladora japonesa de Shinji | | |   |

Shinji és un noi introvertit, retret, amb pocs amics i incapaç de comunicar-se amb el seu pròxim. Evita el contacte humà, de manera que no pot fer mal als altres ni ser ferit per ells al seu torn. En les seves relacions interpersonals adopta una actitud passiva, que el porta a patir sense determinació la voluntat dels altres i a demanar perdó constantment. Fins i tot la seva indumentària fa pensar que no tria la seva pròpia roba, sinó que es limita a portar sense queixar-se la roba que se li proporciona. Segons l'escriptor Gerald Alva Miller, el jove albergava un desig íntim d'acceptació, tot i que no podria acceptar realment l'amor d'un altre ésser humà. Sadamoto el va descriure com «el tipus clàssic a qui li agradaria que no li importès l'opinió dels altres, però que al final està molt interessat en què pensen els altres d'ell», el tipus de personatge que voldria tancar-se en el seu pròpia closca. L'actriu de veu japonesa del personatge, Megumi Ogata, va parlar sobre el personatge dient: «Shinji és un noi molt estrany. No es comporta com un personatge normal de dibuixos animats, sinó que parla d'una manera tranquil·la i reservada, com si de sobte s'hagués catapultat a un món animat». Hideaki Anno el va descriure com un «covard», un noi convençut que és una persona «completament inútil» i no desitjada. A més, el seu caràcter el porta a evitar l'enfrontament amb els altres i a desobeir les ordres que li imposen els seus superiors.

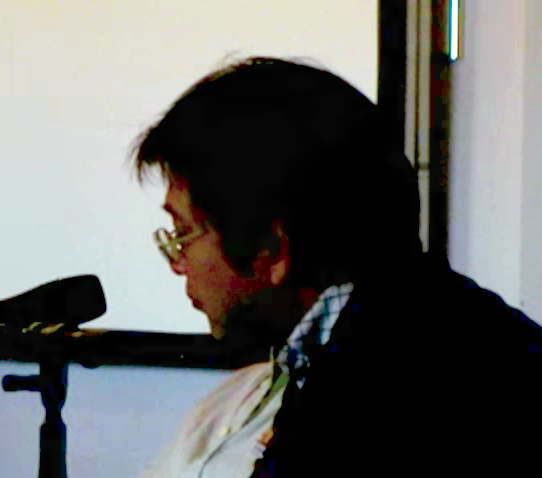
“[Volia] un personatge fred i poc ambiciós, el tipus de persona que es vol suïcidar però que no té ganes de fer-ho. Volia crear un personatge malenconiós que havia renunciat a la vida"
—Yoshiyuki Sadamoto, dissenyador de personatges de la sèrie animada

Segons el crític Manabu Tsuribe Shinji no evoluciona, i a diferència del que s'associa habitualment al concepte d'heroi en el transcurs dels esdeveniments no creix, ni s'independitza ni madura. Malgrat el seu paper protagonista i la important tasca que se li assigna, lluita de mala gana, manifestant emocions negatives i sentiments allunyats dels propis d'un heroi, com la ira, la por i la vulnerabilitat. Les pors del nen tenen les seves arrels en la situació familiar, més concretament en la relació amb la figura paterna. Gendō és la font d'un conflicte interior per al seu propi fill; Shinji sent per ell un sentiment semblant a l'hostilitat i alhora amor i odi, però, més enllà de la fricció i la distància emocional, el nen voldria ser acceptat i poder confiar en ell. Per al petit Shinji, l'abandonament del pare va ser la font d'un trauma emocional, que va ajudar a alimentar la seva sensació de solitud. Aquest trauma el va portar a dubtar del valor de la seva pròpia existència, a desanimar-se i a buscar la seva pròpia raison d'être (存在理由, sonzai riyū, lit. raó de ser). El psiquiatre Kōji Mizobe l'ha indicat com un nen dependent i incapaç de comunicar-se, però també defensava que la característica fonamental de Shinji és la sociabilitat, perquè està acostumat a estar en sintonia amb els altres, a acceptar-los, imitar-los i quedar-se sol amb ells. En el novè episodi, per exemple, sincronitza perfectament els seus moviments amb els d'Asuka, i Mizobe va veure en aquest particular una prova de la seva capacitat per observar i incorporar les característiques dels altres dins d'ell mateix.
En el primer episodi de la sèrie original es repeteix a si mateix les paraules «No he de fugir!», intentant convèncer-se per abordar l'Eva i enfrontar-se al seu pare. La incitació esdevé una de les exclamacions més típiques del personatge, que per la seva personalitat es veu obligat a fer un esforç per reunir el coratge necessari per prendre decisions difícils. Amb el temps comença a preguntar-se obsessivament quin és el motiu que l'empeny a pujar a l'Evangelion 01 malgrat el patiment i l'estrès que comporta el paper de pilot. Durant el vintè episodi recorda haver fugit del lloc de proves on la seva mare va perdre la vida, un episodi que va donar lloc a la idea de no haver de fugir de coses desagradables, descrit pels fitxers oficials de la sèrie com un pensament compulsiu. Els dos últims episodis de la sèrie d'animació se centren en el camí i la psicologia del nen, fent balanç de la seva experiència vital i de les seves dificultats relacionals. Durant els episodis es pregunta quina és la seva por més gran i el motiu real que l'impulsa a pujar a bord de l'Eva, confessant que té por d'ell mateix i que té por del seu pare. L'únic motiu pel qual condueix 01 és per aconseguir l'afecte i l'aprovació d'altres persones. Segons un joc de cartes de la sèrie, després de ser elogiat per primera vegada pel seu pare, s'adona del molt que el necessita. També segons Megumi Hayashibara, actriu de veu de Rei Ayanami, Shinji no està animat per l'idealisme o l'heroisme com ell diu, sinó pel desig d'aprovació cap a Gendō. Segons Tsurumaki, ajudant de direcció de la sèrie, és exactament el contrari del que sembla superficialment, i, segons les seves paraules: «[Shinji] no és ni covard ni indecís; és tossut i mai presta atenció a les altres persones». Anno va descriure en Shinji com un noi «introvertit» i «virtuós» que tendeix a categoritzar les coses, el tipus de personatge que tendeix a amagar alguna cosa, «com una manera d'escapar d'aquest tancament». A més, segons Sadamoto no és tan pessimista com es percep; amb l'excepció de The End of Evangelion, en què és retratat com «ombrívol i intropectiu», ha afirmat que mai va tenir la impressió d'un personatge fosc a la sèrie original. Segons Ogata, la pel·lícula també representaria el final del creixement de Shinji, tancant naturalment el seu camí des de la infància fins al món adult.

### Versions alternatives
En una escena de l'últim episodi de la sèrie d'animació es presenta un univers alternatiu amb una història diferent a la dels episodis anteriors; en paral·lel la realitat Shinji viu amb els dos pares i és un estudiant normal de secundària. La mateixa caracterització es pot trobar al videojoc Shin seiki Evangelion - Kōtetsu no girlfriend 2nd. El personatge també apareix en les sèries derivades dedicades a la sèrie. Al manga Neon Genesis Evangelion The Shinji Ikari Raising Project es presenta com un amic d'infància d'Asuka i un parent llunyà de Rei, mentre que a l'ONA Petit Eva - Evangelion @ School, paròdia de l'anime original, se'l representa com un nen tímid i espantat per la idea de créixer, però assolellat i popular entre els alumnes de la seva escola, la tercera acadèmia municipal "Nerv" de Neo Tokyo-3. Al manga Evangelion - Detective Shinji Ikari els personatges de Ryōji Kaji i Kaworu Nagisa són retratats com dos investigadors privats als quals Shinji es veu obligat a recórrer, acabant investigant un cas de notícies.
Es presenten més diferències a la tetralogia cinematogràfica Rebuild of Evangelion. A Evangelion: 2.0 You Can (Not) Advance, el noi es presenta com un individu més valent i obert que el seu homòleg original, amb ganes de créixer i tenir més confiança en si mateix. La relació entre Gendō i Shinji també sembla millor. Malgrat encara albergar ressentiment cap al seu pare per haver-lo abandonat quan era nen, el Tercer Fill comença a entrar en contacte amb el pare sota l'empenta i l'encoratjament de Misato i Rei Ayanami. A la següent pel·lícula, Evangelion: 3.0 You Can (Not) Redo, el nen, que es desperta catorze anys després dels fets de la segona pel·lícula, descobreix que les seves accions han tingut conseqüències dràstiques al planeta, que ha sofert canvis tan violents que s'ha tornat gairebé inhabitable... Els seus coneguts semblen odiar-lo, negant-se a explicar els motius, i per evitar que el jove pugi a bord d'un Evangelion, se li posa un collar explosiu. L'única persona amb qui pot fer amistat és en Kaworu Nagisa, que li ofereix l'oportunitat de començar de nou i corregir els errors del passat. Shinji falla, però, i en Kaworu mor dient-li que un dia es tornaran a trobar.
A Evangelion: 3.0+1.0 Thrice Upon a Time, l'últim capítol de la saga, en Shinji, encara molest per la mort d'en Kaworu, vaga sense voler viure amb l'Asuka i la Rei. Amb els dos companys arriba a una ciutadella protegida habitada pels supervivents dels diferents Impactes i aïllada del món exterior, el Village-3. Aquí en Shinji coneix els seus antics companys de classe Tōji, Kensuke i Hikari Horaki, i amb l'empenta de l'Asuka i la Rei va recuperant a poc a poc les ganes de viure. Aleshores decideix marxar amb Asuka i els altres de Wille cap a l'Antàrtida, on Shinji a bord de l'Eva-01 s'enfronta al seu pare Gendō i al seu Eva-13. Incapaç de vènce'l amb la força bruta, el nen decideix parlar amb ell; al final del judici Gendō es disculpa amb Shinji i l'abraça. Llavors en Shinji es troba en un món renaixent, i en una platja coneix la Mari Illustrious Makinami, dient adéu a tots els Evangelions. Poc després es veu un Shinji visiblement crescut en una estació; La Mari ve a conèixe'l, i tots dos marxen junts a un nou món agafats de la mà.

#### Manga
En el manga de Yoshiyuki Sadamoto Shinji té un caràcter més tossut i fort; l'autor va intentar retratar-lo com un "noi dolent", un jove adolescent més rebel que l'insegur Shinji d'Hideaki Anno. Si a la sèrie clàssica el seu lema personal és "No he de fugir", per a la versió en còmic l'artista va decidir canviar el tema principal, que va dir que es va convertir en el de l'honestedat cap a un mateix. El Shinji de Sadamoto just abans de conèixer la Misato reflexiona sobre la seva vida, demostrant immediatament ser diferent de la seva contrapart animada. En el quart episodi de l'anime, el Tercer Nen fuig de casa aclaparat per les responsabilitats personals, mentre que en la versió de Sadamoto fuig un cop s'adona que la Misato espia i documenta els seus moviments. La introducció de Langley també és diferent; al manga Shinji no s'enfronta a l'àngel Gaghiel amb Asuka, sinó que presencia passivament la batalla vista per un projector Nerv; Kaji per la seva banda al còmic esdevé el seu mentor amb el temps.
Després de la batalla contra Bardiel, en què el seu company Suzuhara perd la vida, intenta donar un cop de puny al seu pare amb ràbia. A diferència del divuitè episodi de la sèrie clàssica, en què l'Eva-03 és trencat pel sistema Dummy sense que Shinji conegui la identitat del seu pilot, al manga és conscient que el seu pilot és Suzuhara. La seva relació amb Kaworu és turmentosa; a diferència de la sèrie clàssica, Shinji sent odi cap a ell, acusant-lo de violar el seu espai personal, i en un capítol l'estrangula. Les diferències s'aguditzen cap als capítols finals, corresponents a la pel·lícula final The End of Evangelion de 1997; les motivacions i el camí interior del nen durant la Complementació Humana són diferents, oferint una visió més optimista que al llargmetratge original. Durant l'atac de les Forces d'Autodefensa Shinji no és salvat per Misato, sinó pel seu pare, que en l'ocasió confessa haver sentit gelosia cap a ell des del naixement, perquè de sobte era el centre de l'atenció i l'afecte de la dona. A més, després de renunciar a la Complementació Humana, el nen continua vivint en un món on les Maquetes de Producció en Massa estan petrificades i ningú sap l'origen dels naufragis; en un paisatge nevat Shinji coneix una noia idèntica a Asuka entre la multitud, donant-li la mà prop de les portes d'un tren.
Sadamoto va decidir ocupar-se del còmic mirant els primers capítols de la sèrie d'animació i reflexionant sobre les bromes del noi, preguntant-se, segons el que ell mateix va declarar, "com es veia el món a través dels ulls de Shinji". Va ser això el que el va portar a canviar els detalls del personatge, canviant la caracterització. Durant la realització de l'obra, l'autor es va esforçar per conciliar la seva versió de Shinji amb els adolescents del segle XXI, pensant en la Guerra del Golf i preguntant-se com s'hauria comportat un jove de 14 anys davant la idea de anar a la guerra i pujar de sobte a un helicòpter. En l'opinió d'Anno, segons Sadamoto, una persona retorçada amaga el seu costat boig darrere d'una façana fascinant, "com tots els joves d'avui", mentre que el plantejament del mangaka és el contrari, amb personatges de façana retorçada i un nucli estoic i seriós, "com els nens petits". Va descriure el seu Shinji com el tipus de personatge que es nega a escoltar però que finalment "pren les decisions correctes". Va intentar crear un personatge extret de la part més estoica de la seva personalitat. Per perfilar la psicologia del nen es va inspirar en la seva experiència personal, repensant la seva adolescència i intentant transposar la seva vida al paper.

## Psicologia

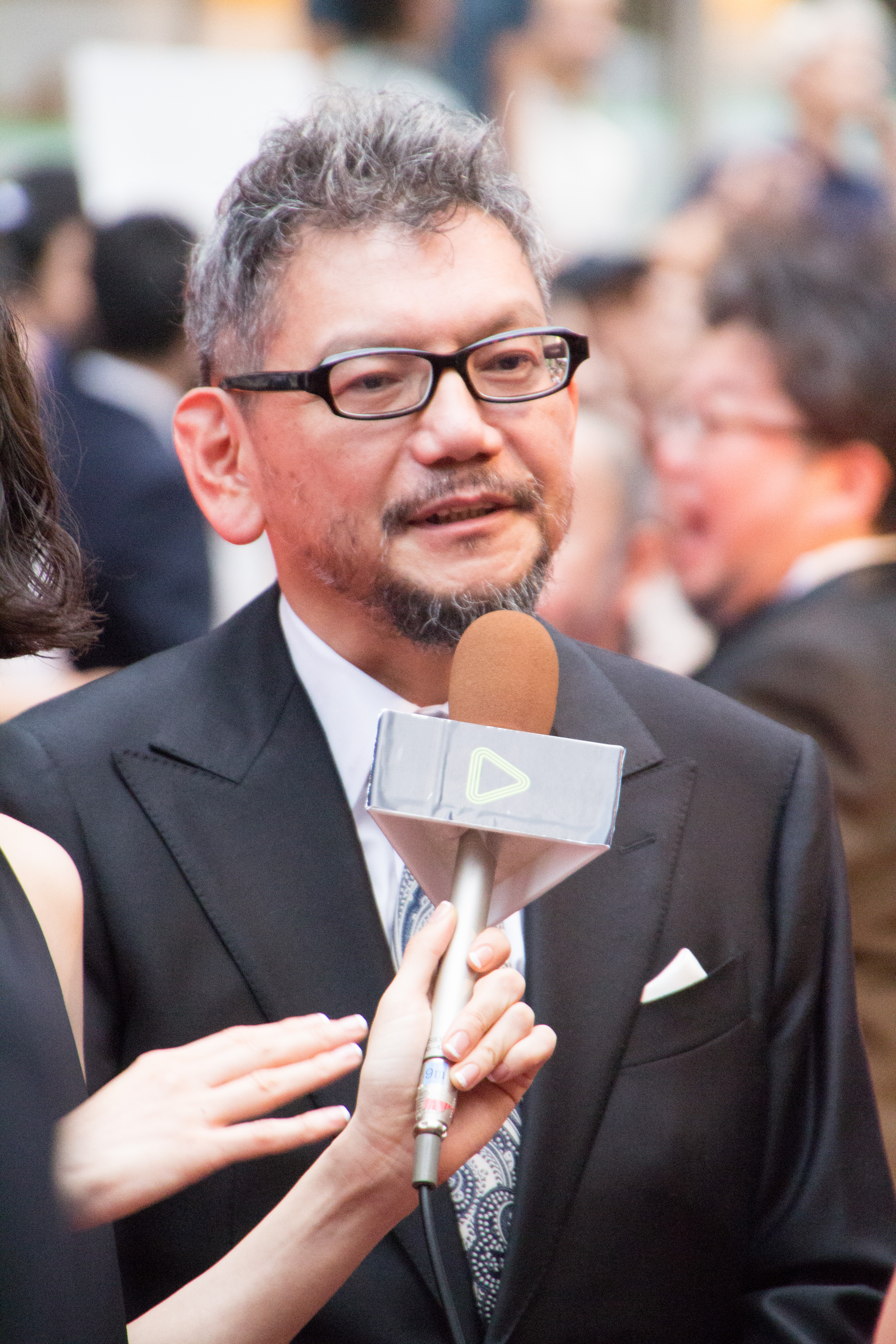
"[Shinji és] un noi que s'enconeix davant el contacte humà. I intenta viure en un món tancat, condemnant-se ell mateix. Un jove […] que no es pot ni suïcidar. […] [Tant Shinji com Misato] estan extremadament espantats per la idea de ser ferits, i tots dos són inadequats (que no tenen una actitud positiva) per ser definits com a herois d'una història ".
- Any Hideaki

En els primers episodis, tot just entrant a l'escola secundària Neo Tokyo-3, en Shinji lluita per fer amistat amb els seus nous companys i manté una actitud reservada, lacònica i freda. Segons la doctora Ritsuko Akagi, el nen pateix el dilema de l'eriçó, expressió pertanyent a la terminologia psicoanalítica i introduïda per una història del filòsof alemany Arthur Schopenhauer: el Tercer Nen, semblants a l'eriço de la història de Schopenhauer, temen que les persones properes a ell poden ser ferides i es retira del contacte humà. La seva relació amb el major Misato Katsuragi segueix l'al·legoria schopenhaueriana, segons la qual en qualsevol relació humana cal mantenir una certa distància psicològica i emocional per no fer-se mal els uns als altres. El concepte es torna a esmentar al quart episodi, en què els dos personatges aconsegueixen apropar-se sense fer-se mal els uns als altres superant el dilema. A més, en la seva psicologia és possible identificar un marcat complex d'Èdip cap al seu pare Gendō, que contrasta amb un interès emocional i sentimental cap a Rei Ayanami, clon genètic de la seva mare. L'argument de Neon Genesis Evangelion pot doncs interpretar-se com una reinterpretació moderna de la llegenda d'Èdip, en la qual el jove se sent alhora estimat i odiat per les dues figures parentals. Shinji, segons Hideaki Anno, metafòricament "mata" el seu pare durant els esdeveniments, robant i allunyant la seva mare d'ell.
Els crítics han interpretat els àngels com a figures paternals que Shinji està cridat a aniquilar; Eva-01, d'altra banda, estava pensada com un pal·liatiu per a la seva mare. La seva mort sobtada i prematura va causar un trauma emocional al petit Shinji, el que el va impulsar a buscar un reemplaçament per a la figura materna perduda en les dones que l'envolten i en Evangelion 01. Al començament de la sèrie, el noi depèn de la Unitat 01, però a mesura que avancen els esdeveniments i les batalles, pateix aquesta dependència. La seva inserció a l'humanoide també s'ha comparat amb un retorn freudià a l'úter, del qual el nen ha d'independitzar-se per arribar a ser adult. En el vintè episodi de l'anime, Shinji està de fet atrapat i assimilat dins de l'Eva-01; durant un corrent de consciència reviu l'escena del seu naixement, trobant l'esperança de tornar a viure al món real i recuperar el seu propi cos. Durant el judici Shinji té visions que recorden la fase oral, la primera etapa del desenvolupament psicosexual en la teoria psíquica freudiana, inclosa una escena en la qual encara és succionat del pit de la mare. Presenta característiques associades a la personalitat oral, trobades en alguns individus que no van ser prou alletats en la infància i dependents, amb necessitat d'atenció i atrapats en una recerca constant d'afecte i aprovació. El Tercer Nen doncs amb la visió del pit de la mare resol metafòricament la seva pròpia fixació oral, esdevenint un individu més conscienciat d'ell mateix.
L'Eva-01 és per a ell una font d'ambivalència; Shinji en termes psicològics opera una divisió del pit, un procés psíquic pel qual el nounat, incapaç de gestionar els seus propis sentiments ambivalents, divideix en dos la seva percepció del pit de la mare, veient un "bon pit" i un "mal pit" d'un objecte unitari. La unitat 01 s'ha comparat amb un "mal pit" que atrapa el nen a dins i cancel·la la seva personalitat, mentre que l'ànima de Yui guardada a dins el salva, permetent-li continuar vivint al món real. L'episodi final de la sèrie també reinterpreta la teoria psicoanalítica freudiana de la fase oral, segons la qual es creu que el nen en els seus primers anys de vida té dues mares, anomenades "bona mare" i "mala mare". En el Segon Any en el transcurs de l'episodi Shinji veu tant el costat bo com el costat fosc d'altres persones, com un nounat que s'adona en la fase oral que dues personalitats diferents poden coexistir dins d'un mateix individu. L'episodi, la història del qual està totalment ambientada dins la consciència del nen, acaba amb els títols "Al meu pare, gràcies" i "A la meva mare, adéu", amb els quals Shinji s'allibera de la rivalitat amb els seus. pare i s'allibera del seu desig edípic. En el final cinematogràfic també opta per viure al món real amb altres persones, tot i que encara té por de fer mal o ser ferit pel contacte humà, renunciant a la Complementació Humana i acceptant incondicionalment els altres.

## Acollida

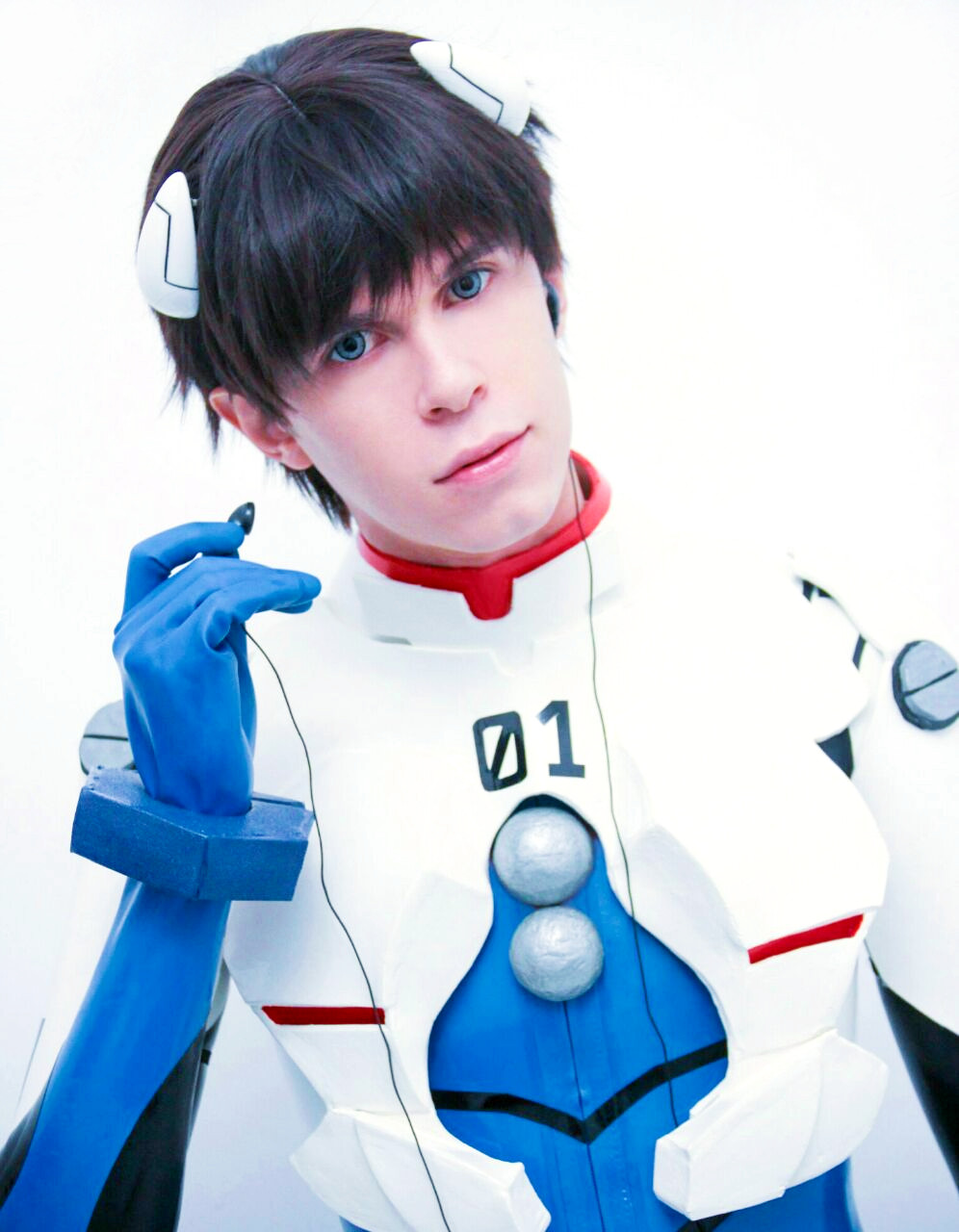
Cosplayer de Shinji Ikari amb Plugsuit

## Influència cultural i marxandatge

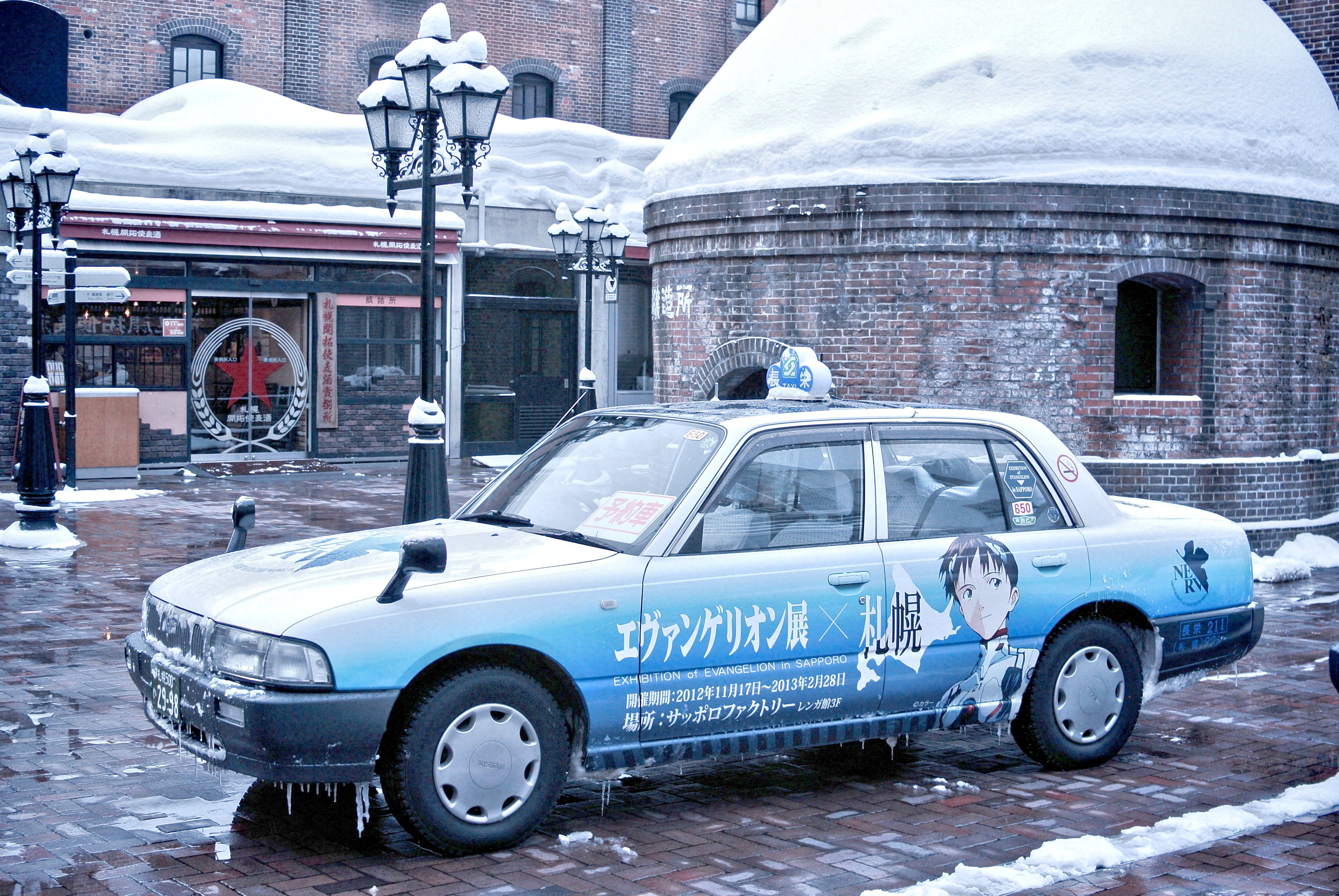
Un taxi amb la lliurea decorada amb la imatge de Shinji a Sapporo.